# Syngaster quadricolor
Syngaster quadricolor är en stekelart som först beskrevs av Cameron 1911.  Syngaster quadricolor ingår i släktet Syngaster och familjen bracksteklar. Inga underarter finns listade i Catalogue of Life.